# Ofício da Imaculada Conceição
O Ofício da Imaculada Conceição é uma oração composta para ser cantada ou recitada (de uma só vez ou seguindo a Liturgia das Horas), a fim de proteger a santidade da Imaculada Conceição.

## História
Em 8 de dezembro de 1854 o Papa Pio IX, depois de várias reuniões com os estudiosos da Igreja, definiu como Dogma a doutrina da Imaculada Conceição na Bula Ineffabilis Deus.
Este Ofício foi escrito originalmente em latim no século XV pelo bem-aventurado monge franciscano Bernardino de' Bustis, que desejava proteger a Imaculada Conceição dos inúmeros combates que vinha sofrendo desde o século XII.
Aprovado pelo Papa Inocêncio XI em 1678, foi enriquecido pelo Papa Pio IX em 31 de março de 1876 com 300 dias de indulgência cada vez que recitado. Na reforma do Concílio Vaticano II, Paulo VI modificou a disciplina das Indulgências, concedendo agora Indulgência Plenária a aqueles que rezarem o Ofício da Imaculada Conceição com fé.